# Sint-Martinuskerk (Megchelen)
De Sint-Martinuskerk is een rooms-katholieke kerk in de Nederlandse plaats Megchelen. De kerk is in de jaren 1934 - 1935 gebouwd naar ontwerp van architect Johannes Sluijmer en wordt gewijd aan Martinus van Tours. De eerste steen werd op 27 augustus 1934 gelegd door de deken van Terborg. Hiermee werd een waterstaatskerk uit 1855 vervangen die op dezelfde locatie stond en waarvan de toren in 1934 werd opgeblazen voor de sloop. Aartsbisschop De Jong consacreerde de kerk op 17 mei 1935.
De kerk is opgezet als vroeg-gotische driebeukige kruiskerk met een vierkante, ongelede stenen kerktoren, die wordt bekroond met een naaldspits. Het schip en het dwarsschip zijn uitgevoerd met een zadeldak. In de zijgevels zijn spitsboogvensters verwerkt. De architect heeft de constructie in het zicht gehouden door toepassing van schoon metselwerk met een speelse variatie in steenkeuze en kleurkeuze van het voegwerk.
De kerk heeft een pijporgel uit 1855 met onderdelen die dateren uit 1775. Het orgel is in 1934 verbouwd door Elbertse. De oudste beelden in de kerk dateren uit de vijftiende eeuw. De kroonluchter dateert uit de eerste helft zeventiende eeuw. Het witmarmeren Heilig Hartbeeld bij de hoofdingang is uit 1929.
De kerk is op 29 juni 2018 aan de eredienst onttrokken. De kerk en de achterliggende begraafplaats zijn daarna eigendom geworden van de Stichting Vrienden Martinuskerk Megchelen.

## Galerie

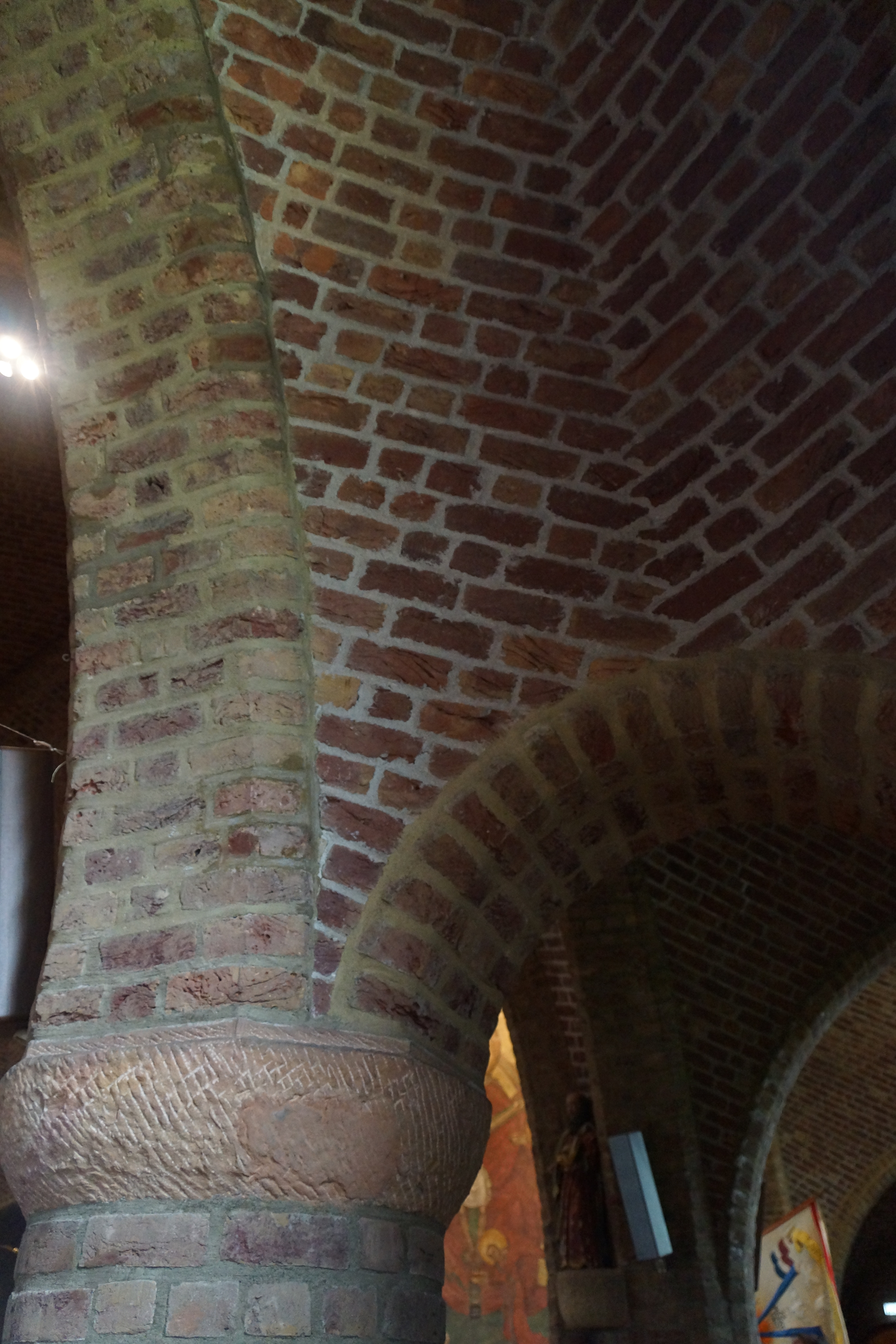
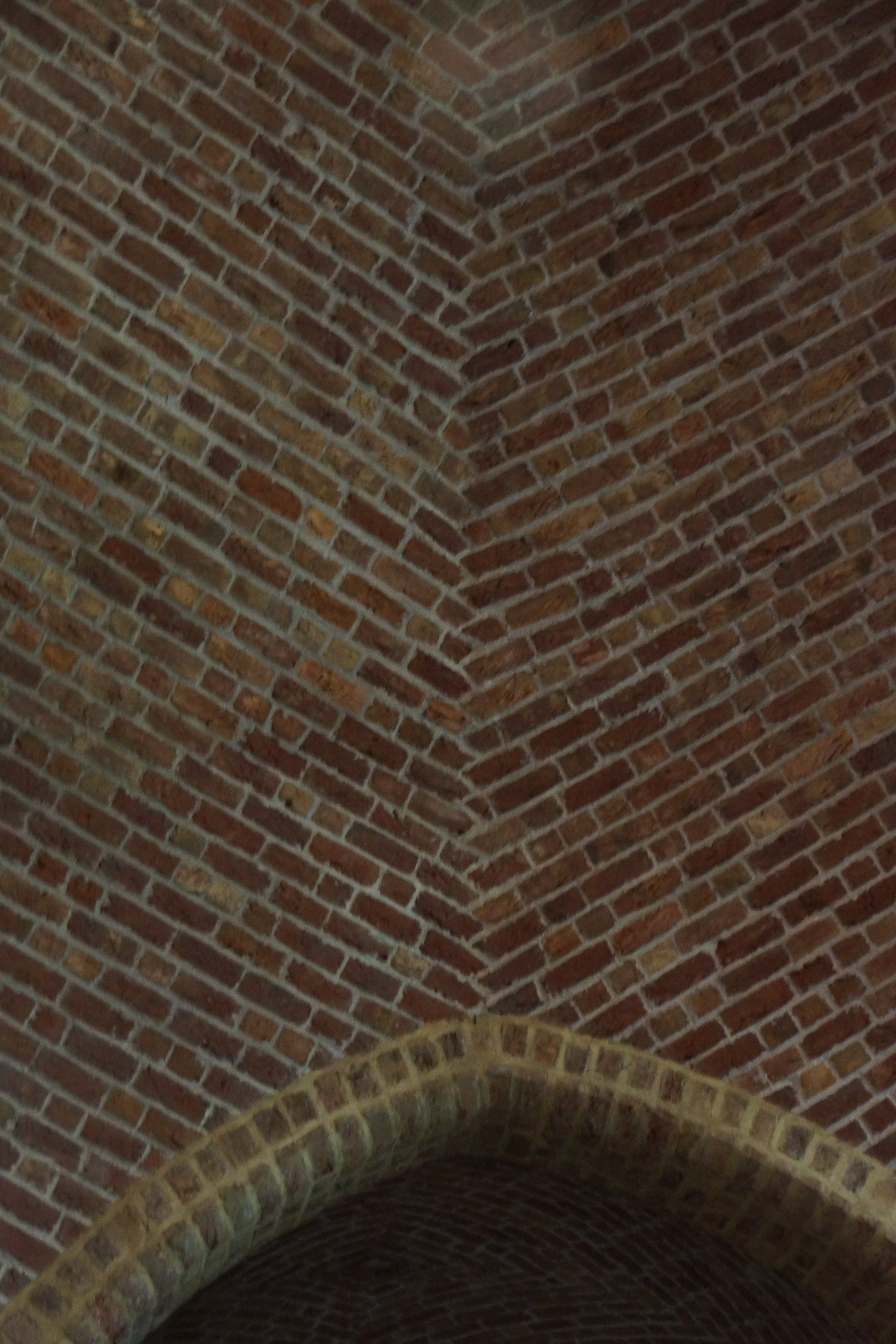
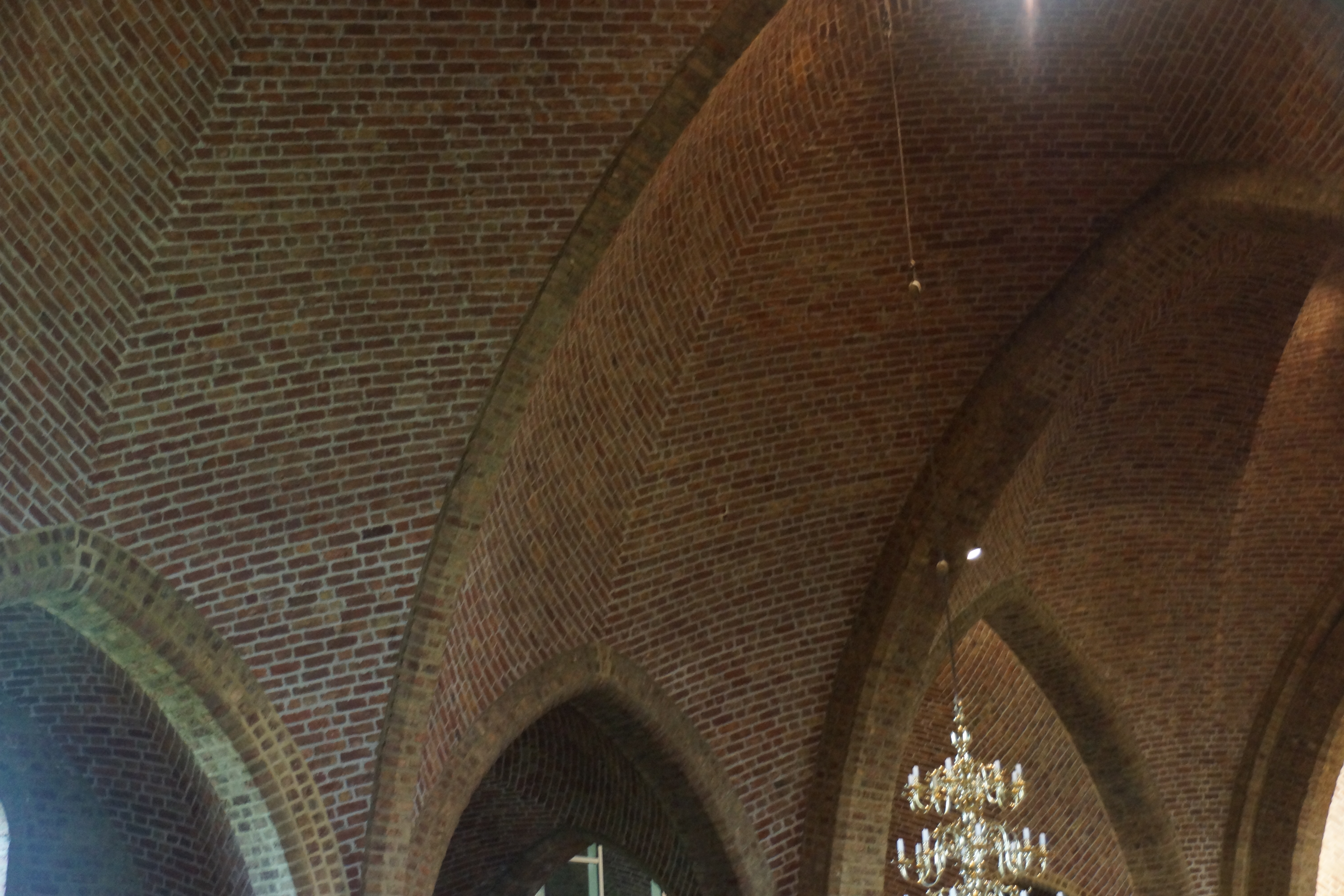

Interieur

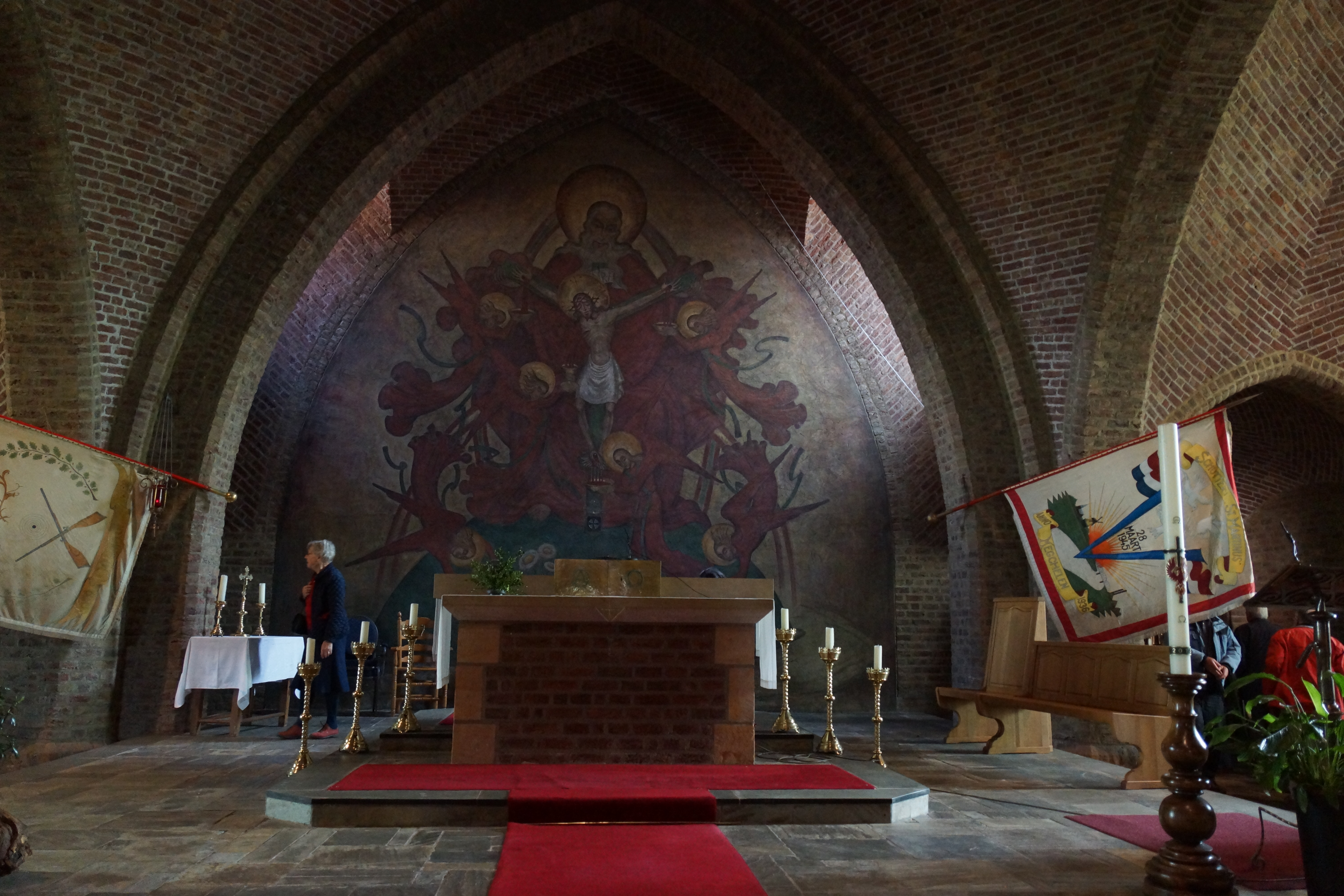
Schildering Genadestoel van J. ten Horn
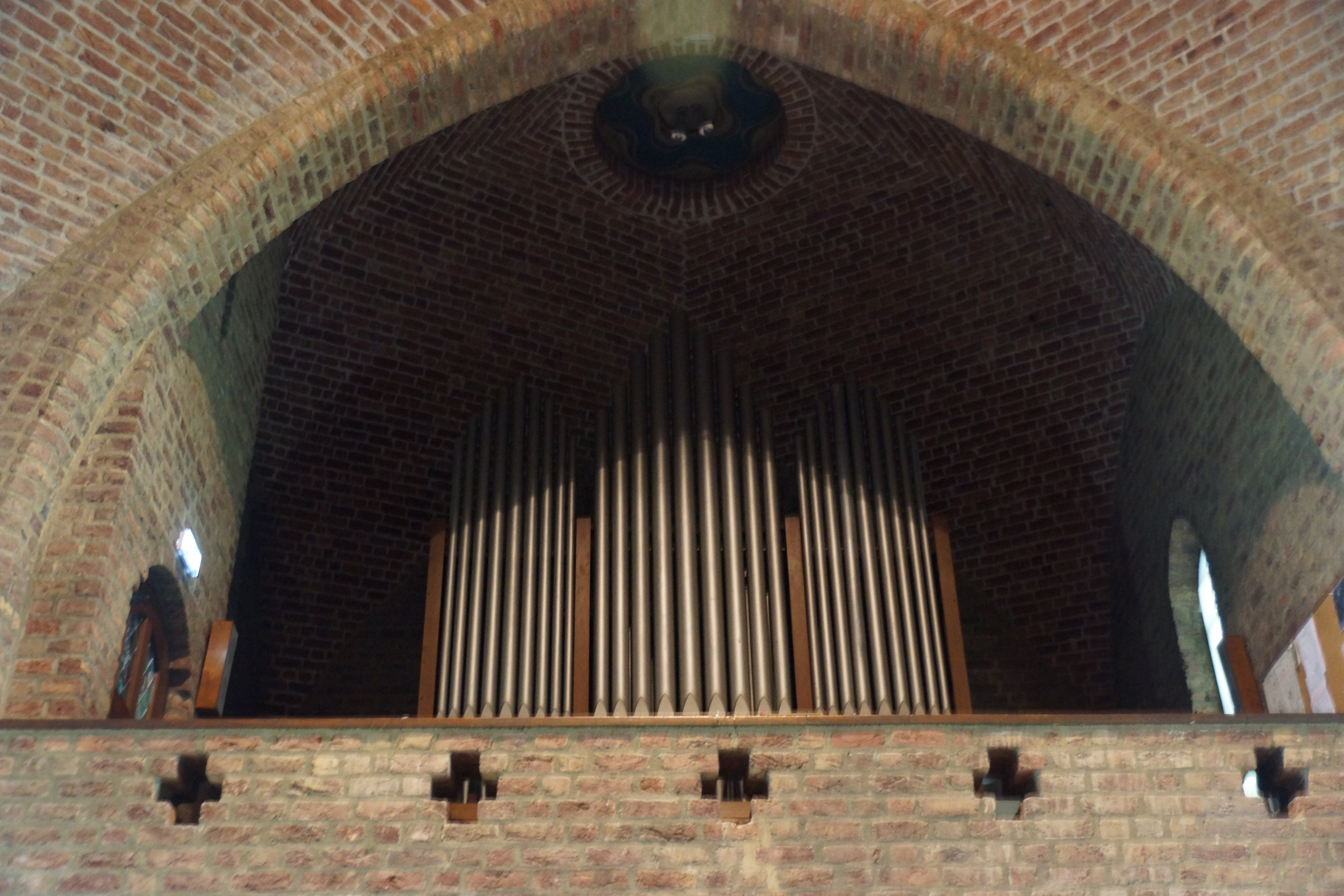
Orgel
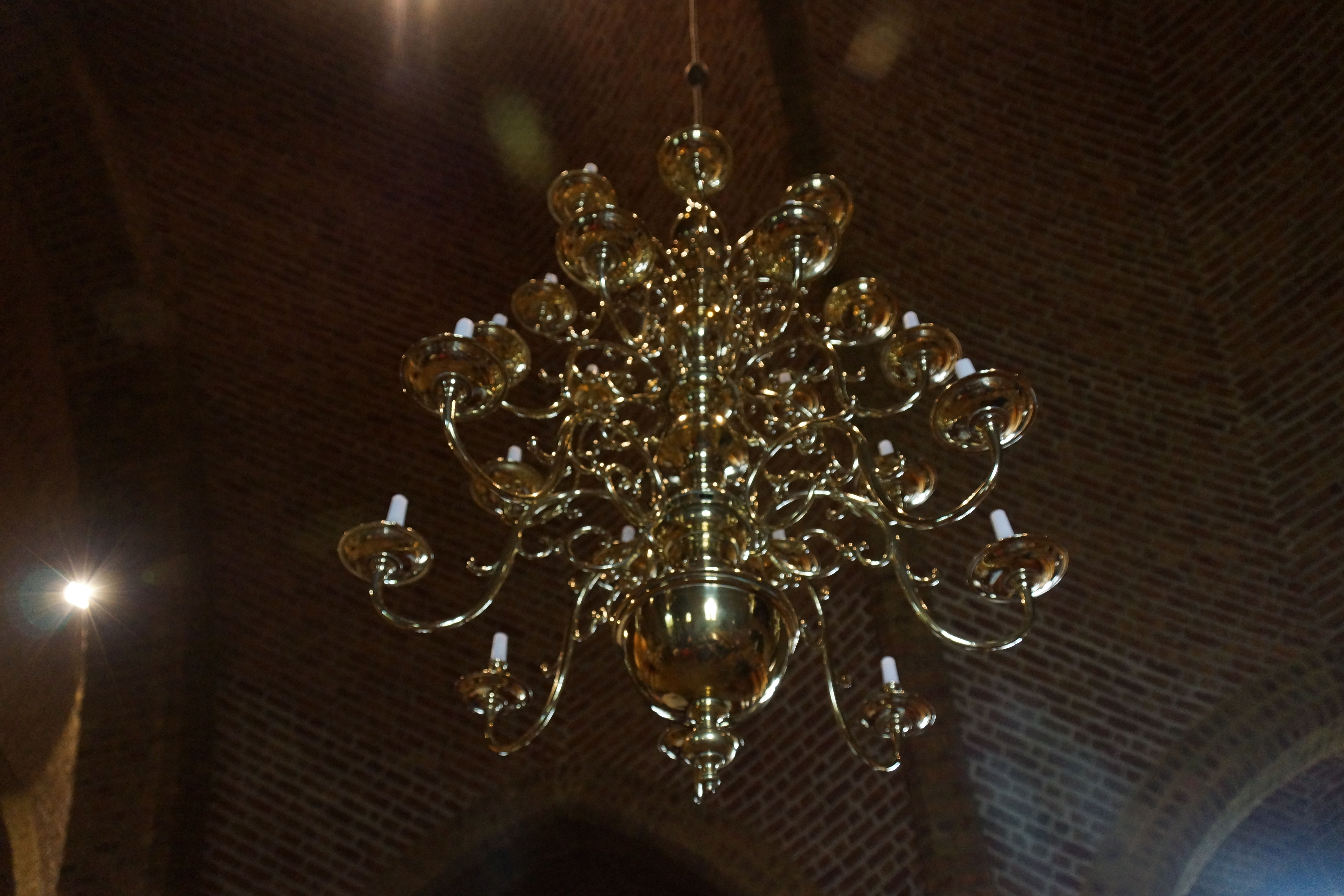
Kroonluchter (17de-eeuws)
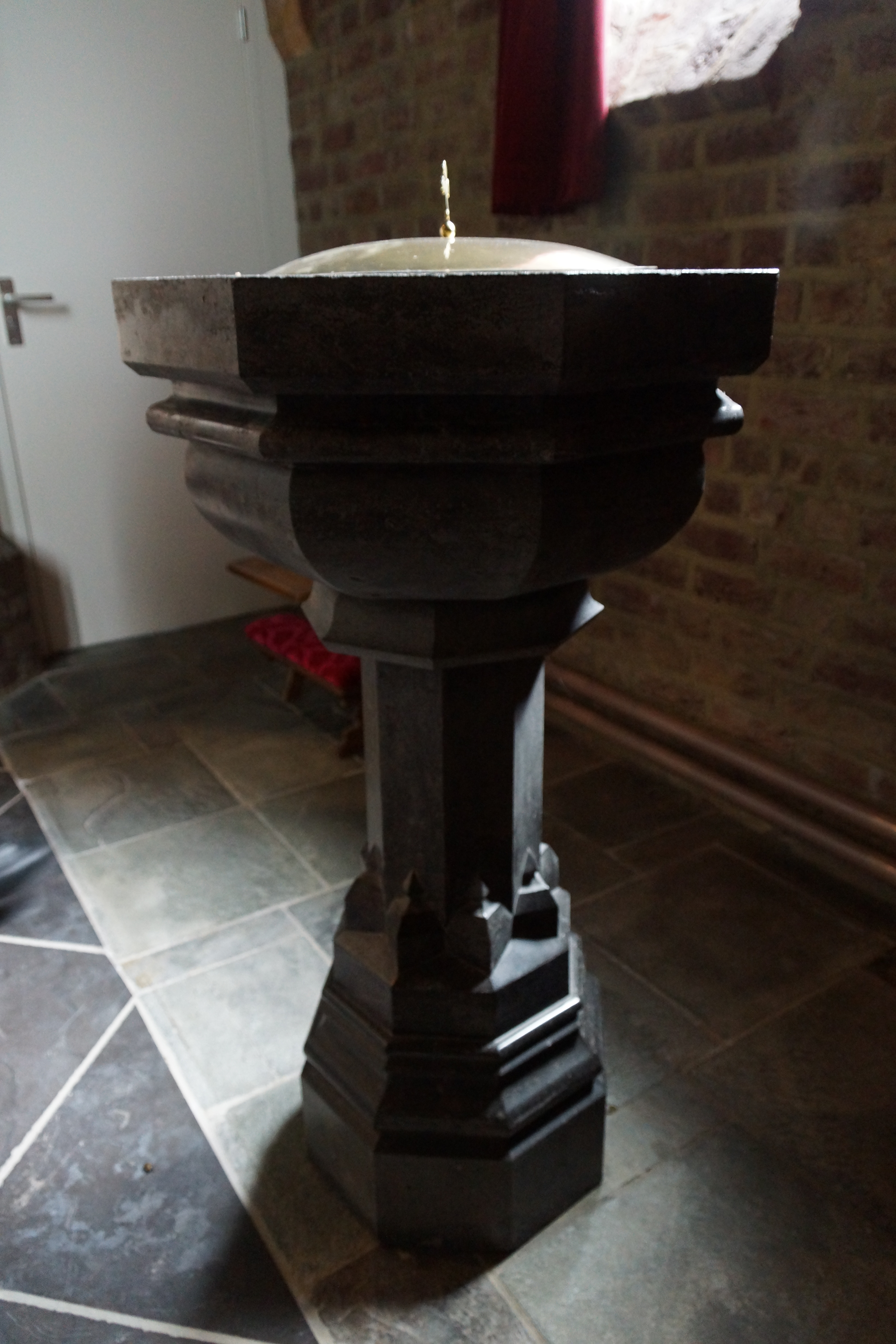
Doopvont
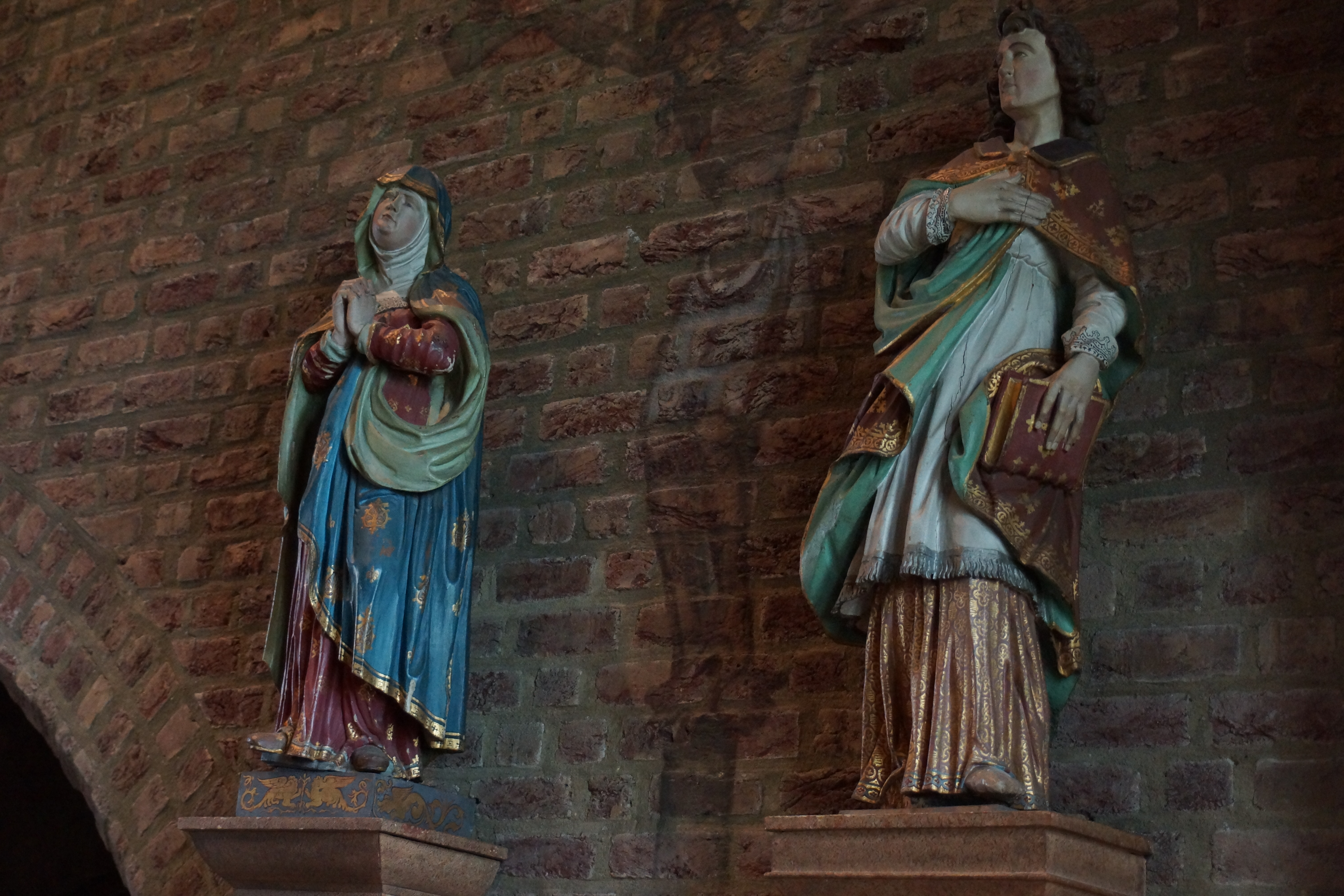
Maria en Johannes (16de- en 17de-eeuws)
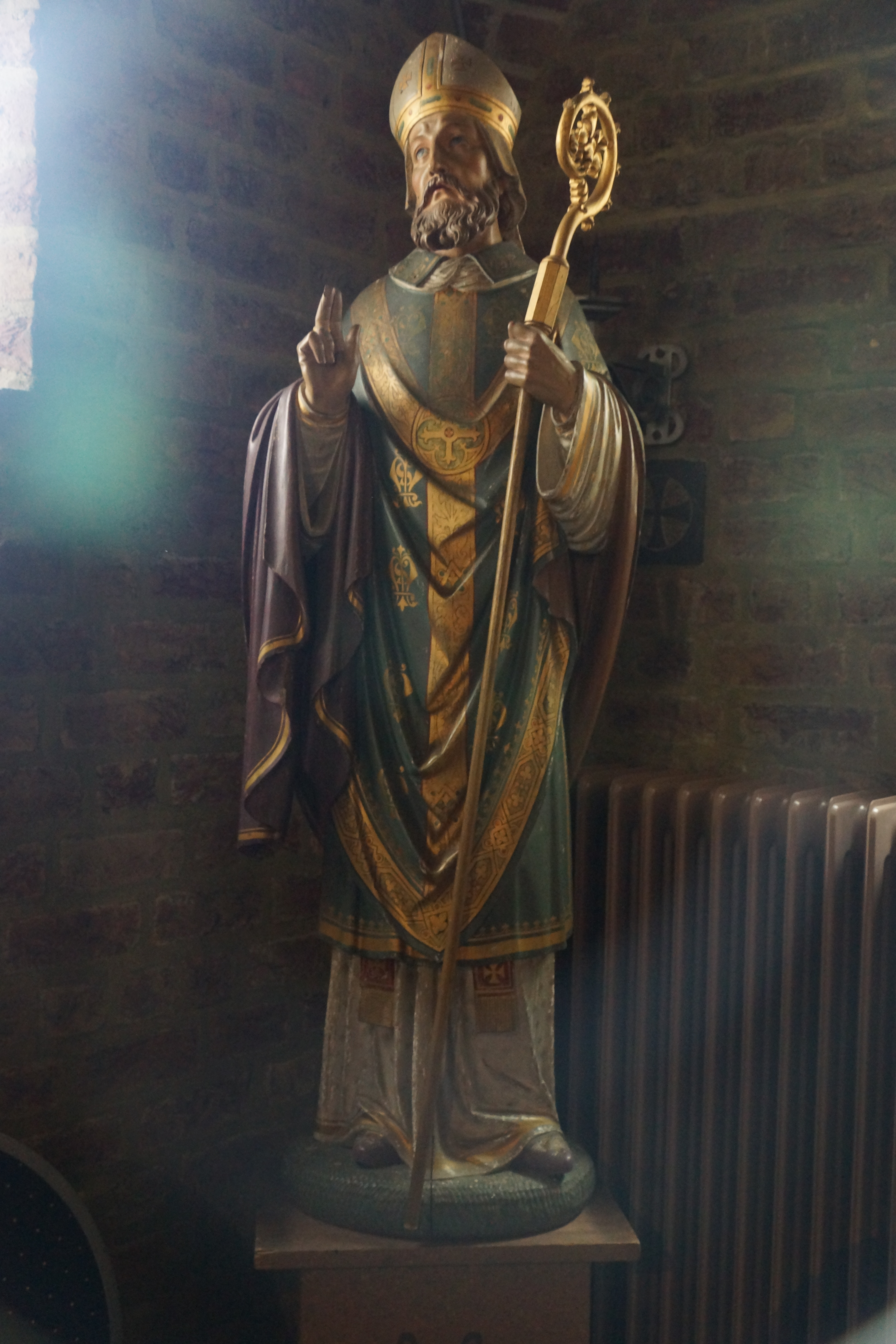
St. Martinus

Details schoonmetselwerk
Exterieur

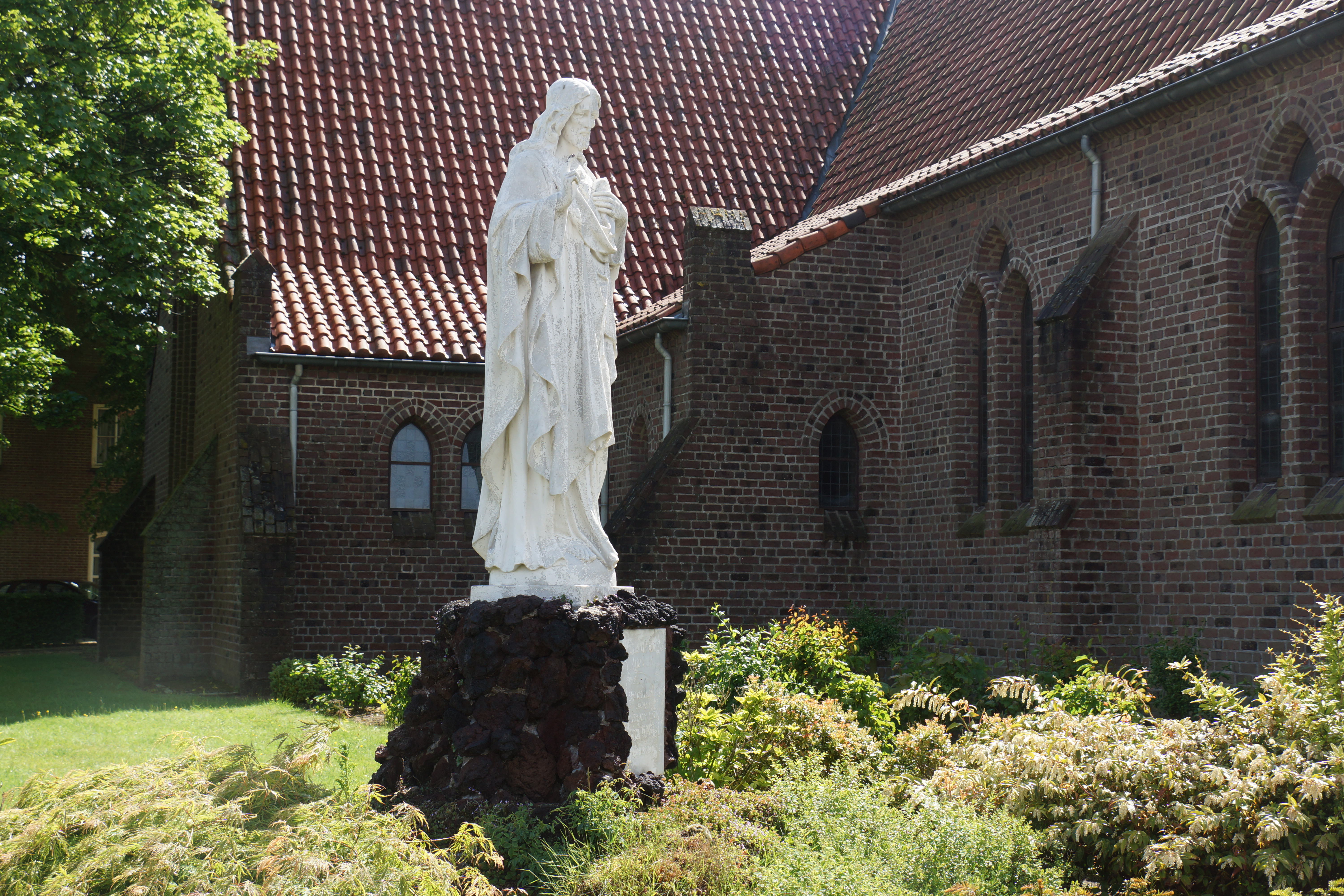
H. Hartbeeld bij de kerk
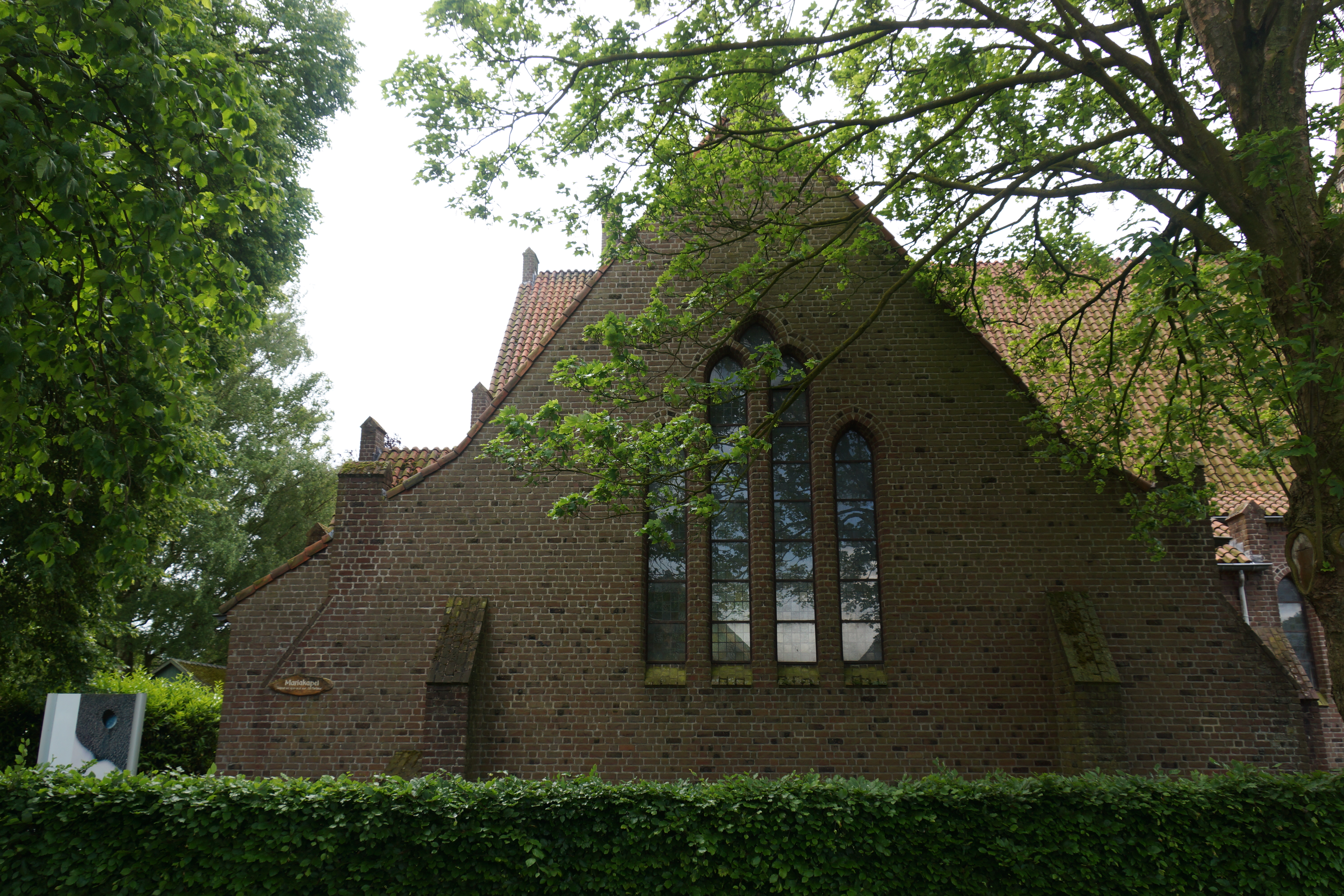
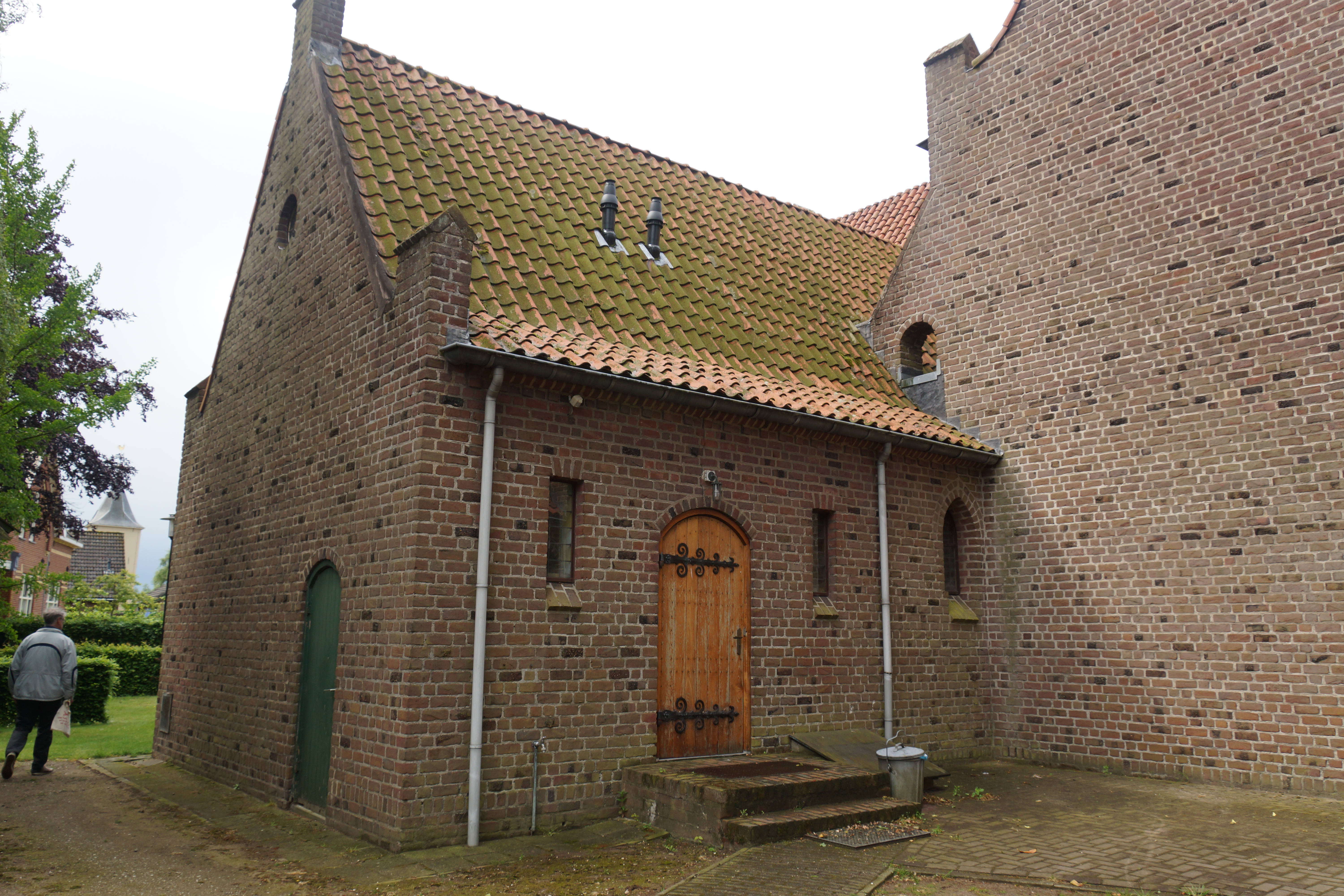
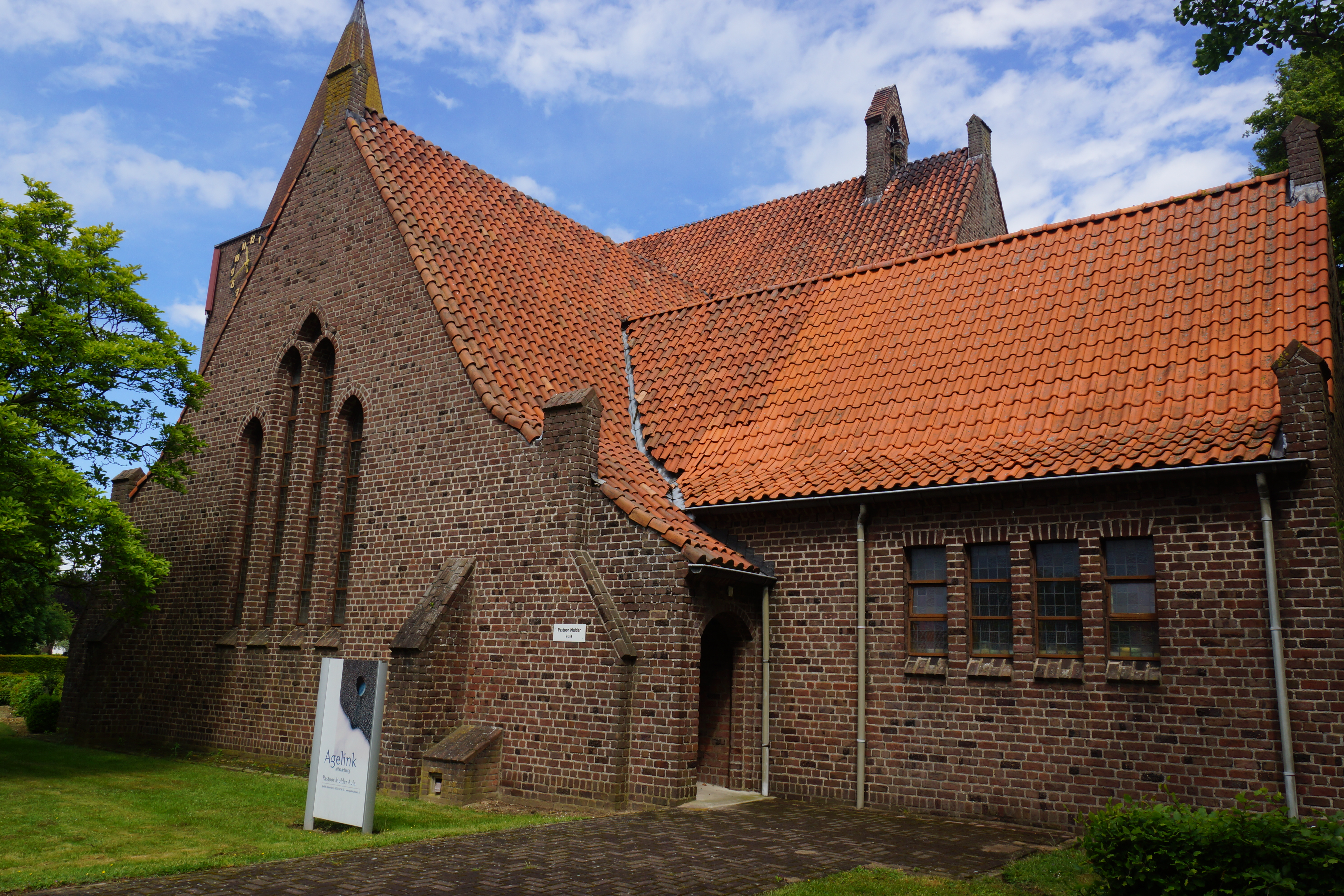